# Adam Brand
Adam Brand (Perth, 27 gennaio 1970) è un cantante australiano.

## Biografia
Adam Brand ha esordito nell'industria discografica con l'album in studio eponimo, con cui ha ottenuto il primo ingresso nelle ARIA Charts e una certificazione di platino dalla Australian Recording Industry Association. There Will Be Love (2012) e My Side of the Street (2014) hanno entrambi raggiunto la top five della classifica LP nazionale.
È stato candidato agli ARIA Music Awards nella categoria di miglior album country per sette edizioni, la più recente quella del 2022.

## Discografia

### Album in studio
- 1998 – Adam Brand
- 2000 – Good Friends
- 2002 – Built for Speed
- 2004 – Get Loud
- 2005 – Christmas in Australia
- 2006 – What a Life
- 2008 – Blame It on Eve
- 2009 – Hell of a Ride
- 2010 – It's Gonna Be OK
- 2012 – There Will Be Love
- 2013 – My Acoustic Diary
- 2014 – My Side of the Street
- 2016 – Adam Brand and the Outlaws
- 2017 – Get on Your Feet
- 2020 – Speed of Life
- 2022 – All or Nothing

### Singoli
- 2012 – There Will Be Love
- 2018 – Party Down Under
- 2019 – Life's Been Good to Me
- 2020 – Freakin' Weekend
- 2020 – Fly
- 2021 – I'm Coming Home
- 2021 – Still the One
- 2022 – All or Nothing
- 2022 – Our Church (con Matt Cornell)
- 2023 – Now We're Talking
- 2024 – Sleepless Nights
- 2024 – Gettin' There